# Pennville (Indiana)
Pennville es un pueblo ubicado en el condado de Jay en el estado estadounidense de Indiana. En el Censo de 2010 tenía una población de 701 habitantes y una densidad poblacional de 537,02 personas por km².

## Geografía
Pennville se encuentra ubicado en las coordenadas 40°29′31″N 85°8′48″O / 40.49194, -85.14667. Según la Oficina del Censo de los Estados Unidos, Pennville tiene una superficie total de 1.31 km², de la cual 1.31 km² corresponden a tierra firme y (0%) 0 km² es agua.

## Demografía
Según el censo de 2010, había 701 personas residiendo en Pennville. La densidad de población era de 537,02 hab./km². De los 701 habitantes, Pennville estaba compuesto por el 97.15% blancos, el 0% eran afroamericanos, el 0% eran amerindios, el 0.43% eran asiáticos, el 0% eran isleños del Pacífico, el 1.85% eran de otras razas y el 0.57% pertenecían a dos o más razas. Del total de la población el 3.57% eran hispanos o latinos de cualquier raza.